# Dawn Clement
Dawn Clement (* 1978 in La Mesca) ist eine amerikanische Jazzpianistin und -sängerin.

## Leben und Wirken
Clement wuchs zunächst in Oregon und Texas auf, bevor sie seit 1992 mit ihrer Familie in Vancouver lebte. Sie sang zunächst in der Kirche und begann mit elf Jahren mit klassischem Klavierunterricht. Erst auf der Highschool kam sie mit Jazz in Berührung. Sie lebte ab 1996 in Seattle und erwarb den Bachelor am Cornish College of the Arts, anschließend den Master in Komposition am Vermont College of Fine Arts. Daneben hatte sie Unterricht bei Jerome Gray, Dave Peck, George Cables, Fred Hersch, Sofia Rosoff, Diane Moser und Benny Green. 
2003 legte sie ihr Debütalbum Hush (Conduit Records) vor; 2006 war sie Finalistin beim Mary Lou Williams Jazz Piano Competition. Ferner arbeitete sie in den 2000er-Jahren mit Julian Priester (In Deep End Dance 2003), Pharoah Sanders, Edmonia Jarrett, Nancy King, Ingrid Jensen, Louis Moutin, Hadley Caliman, Buddy Catlett, John Clayton, Chuck Deardorf, Mercer Ellington, Jane Ira Bloom (Mental Weather 2008 und Wingwalker 2010), Bobby Previte und Herbie Hancock. Seit 2000 unterrichtet sie am Cornish College of the Arts. Als Mitglied des Esthesis Quartet (mit Elsa Nilsson, Emma Dayhuff und Tina Raymond) legte sie 2025 das Album Sound & Fury (Sunnyside Records) vor.

## Diskographische Hinweise
- Hush (2003)
- Christmas with Dawn (2005)
- Turn Me Again (2006)
- Break (2007)
- Tempest Cobalt (2013)
- Tandem (Origin, 2018), u. a. mit Julian Priester, Mark Taylor,  Matt Wilson, Johnaye Kendrick[6]